# Phelloriniaceae
Phelloriniaceae is een botanische naam van een familie van schimmels. Volgens de Index Fungorum bestaat de familie uit de volgende twee geslachten: Dictyocephalos en Phellorinia.